# Colom de les Ryukyu
El colom de les Ryukyu (Columba jouyi) és un ocell extint de la família dels colúmbids (Columbidae) que habitava els boscos de les illes Okinawa i Daito.